# Casino Pernestano

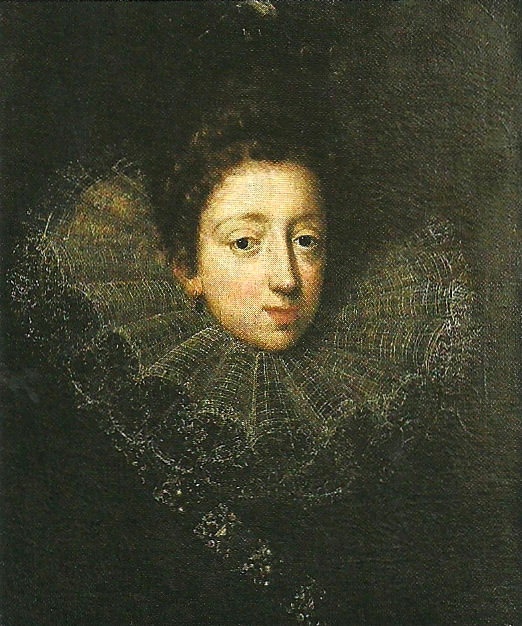
Ritratto di Bibiana von Pernstein

Casino Pernestano è uno storico edificio in località Gozzolina di Castiglione delle Stiviere, in provincia di Mantova.
Dimora di villeggiatura dei "Gonzaga di Castiglione", fu fatto costruire intorno al 1610 da Francesco I Gonzaga, marchese di Castiglione delle Stiviere, per la moglie Bibiana von Pernstein, dalla quale prese il nome.
L'edificio, che si sviluppa su due piani, sorge all'interno di un cortile circondato da un muro di cinta quadrato con torrette difensive agli angoli.
 In origine era un edificio fortificato, cinto da fossato e dotato di ponte levatoio.
Il complesso, nella sua conformazione originaria, risulta censito nel Catasto teresiano del 1777 quale proprietà dell'Impero asburgico e classato come "Casino e corte di villeggiatura di proprietà della Regia Ducal Camera di Mantova". In seguito all'annessione della Lombardia al Regno d'Italia, il Catasto lombardo-veneto del 1865, censisce l'immobile quale proprietà privata, assegnandogli ufficialmente l'antica denominazione popolare di "Casino Pernestano".